# Каменен кораб
Каменен кораб е остатък от ранна германска погребална церемония, характерна за Скандинавия, но присъстваща също в Германия и Балтийските страни.
Характерно за каменните кораби е, че гробът или кремационните останки са заобиколени от камменни отломки, подредени във формата на кораб. Често се разполагат в просторни места — гробищни паркове, но понякога са далеч от други археологически обекти.
Каменните кораби са с различни размери, а понякога с огромни пропорции. Най-големият монумент от този тип е в Дания, дълъг най-малко 170 m. В Швеция размерите варират от няколко метра до 67 m (каменни кораби при Але). Ориентацията на каменните кораби също е различна. Вътрешността на монументите може да бъде покрита с чакъл или по-едри камъни, а понякога големи каменни монументи стоят на място на мачтите. Отделни фрагменти от каменни кораби са намирани и в Северна Германия, както и около крайбрежието на балтийските страни.
Разкопките на тези обекти, показва, че това са паметници от късната скандинавска бронзова епоха (1000 г. пр.н.е. - 500 г. пр.н.е.) или от германската желязна епоха, както и от викингската епоха.
Учените предполагат, че това са остатъци от погребални церемонии в които мъртъвците са били снабдявани с всичко от което имат нужда през въображаемия живот след смъртта .